# 피터 프랜시스 제임스
피터 프랜시스 제임스(영어: Peter Francis James, 1956년 9월 16일 ~ )는 미국의 배우, 성우이다. 시카고 출신인 그는 드라마 《로앤오더》의 단역과 《애로우: 어둠의 기사》, 《레전드 오브 투모로우》의 보드먼 박사 역으로 출연했다.

## 출연작 목록

### 텔레비전 드라마
| 연도    | 제목                 | 원제                   | 배역               | 비고 |
| ------- | -------------------- | ---------------------- | ------------------ | ---- |
| 2003    | 오즈                 | Oz                     | 저프리 니마        |      |
| 2008-10 | 로앤오더             | Law & Order            | 존 래러미 판사     |      |
| 2012    | 로열 페인스          | Royal Pains            | 매킨토시           |      |
| 2013    | 보드워크 엠파이어    | Boardwalk Empire       | 올리버 크로퍼드    |      |
| 2014    | 미스터리 오브 로라   | The Mysteries of Laura | 타이터스 보시      |      |
| 2015    | 애로우: 어둠의 기사  | Arrow                  | 올더스 보드먼 박사 |      |
| 2016    | 레전드 오브 투모로우 | Legends of Tomorrow    | 올더스 보드먼 박사 |      |